# Franz Ottmann
Franz Ottmann (* 29. Januar 1875 in Wien; † 30. März 1962 ebenda) war ein österreichischer Kunsthistoriker.
Er studierte zunächst Jura und dann Kunstgeschichte an der Universität Wien und wurde 1903 dort zum Dr. phil. promoviert. Anschließend arbeitete er zeitweise an der Kupferstichsammlung der Wiener Hofbibliothek sowie an zahlreichen Ausstellungen mit. Seit 1922 war er Schriftleiter des Vereins der Museumsfreunde und schrieb von 1914 bis 1944 für die Münchner Zeitschrift „Die Kunst“. Sein Grab befindet sich auf dem Evangelischen Friedhof Matzleinsdorf.